# 国民宿舎大城
国民宿舎大城（こくみんしゅくしゃ おおじょう）は、山口県下松市笠戸島にある国民宿舎。下松市国民宿舎条例に基づき設置された休養宿泊施設である。島の中心部の笠戸湾を見渡せる高台に位置している。

## 概要
住民の福祉の向上及び健康の増進、観光の振興を図るため、1971年（昭和46年）7月にオープンした。
国民宿舎大城開業に合わせて、オープン前の1971年5月4日に下松市笠戸島開発センターが設立され管理運営を行っており、2006年度（平成18年度）に委託（直営）から指定管理者制度（利用料金制）に移行したのに伴い国民宿舎大城の指定管理者となっている（地方公営企業法非適用）。下松市笠戸島開発センターは、1991年（平成3年）から主業の国民宿舎大城の管理運営のほかに、観光レクリエーション施設である笠戸島家族旅行村の管理運営も行っている。また、2013年（平成25年）4月1日に一般財団法人に移行して一般財団法人下松市笠戸島開発センターとなった。
老朽化と耐震化に対応するため2014年（平成26年）から施設の建替工事に着手し、2016年（平成28年）11月1日にグランドオープンした。

## 施設
建物は地下1階、地上5階建てで、客室はオーシャンビューの37室となっている。施設内には2005年（平成17年）12月にオープンした大城温泉「潮騒の湯」がある。
国民宿舎大城第3駐車場には国鉄D51形蒸気機関車（D51 592）が保存されている。